# 坎佩切湾

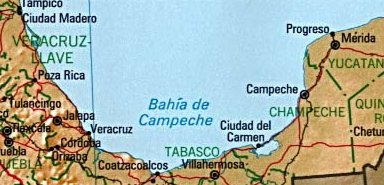
坎佩切湾

坎佩切湾是墨西哥湾南部的一个海湾，连接墨西哥坎佩切州、塔巴斯科州和韦拉克鲁斯州。坎佩切湾由弗朗西斯科·埃爾南德斯·德科爾多瓦（Francisco Hernández de Córdoba）和安东尼奥·德阿拉米诺斯（Antonio de Alaminos）在1517年的一次探险中命名。

## 石油资源
位于坎佩切湾由五个油田组成的坎塔雷尔油田是全球产量第二大的油田，占墨西哥全国石油产量的三分之二。1979年6月3日，湾内一个油井发生爆炸，酿成史上最严重的漏油意外。

## 其他
每年6月和7月，坎佩切湾被视为大西洋飓风其中一个热门发源地。 坎佩切湾也是美洲候鸟迁移路径的东面边界。